# Aegus kinabalensis
Aegus kinabalensis là một loài bọ cánh cứng trong họ Lucanidae. Loài này được Nagai in Mizunuma & Nagai mô tả khoa học năm 1994.